# Пешручей
Пешручей — ручей в России, протекает по территории Онежского района Архангельской области. Длина ручья — 13 км, площадь водосборного бассейна — 31,1 км².
Ручей берёт начало из болота на высоте выше 187 м на уровнем моря и далее течёт преимущественно в южном направлении по заболоченной местности.
Ручей в общей сложности имеет три притока суммарной длиной 4,0 км.
В нижнем течении ручей протекает Пешозеро и впадает в реку Нюхчу на высоте 181,9 м над уровнем моря недалеко от истока Нюхчи — Нюхчозера. Нюхча впадает в Онежскую губу Белого моря (Поморский берег).
Населённые пункты на ручье отсутствуют.
Код объекта в государственном водном реестре — 02020001412202000007348.